# تاريخ الفن

لوحة ليوناردو دافينشي "موناليزا"

يُركِّز تاريخ الفن على الأشياء التي صنعها الإنسان ضمن أشكالٍ مرئيةٍ لأغراض جماليّة. تُصنَّف الفنون المرئيّة بعدة طرق، مثل فصل الفنون الجميلة عن الفنون التطبيقية؛ والتركيز بشكل كامل على الإبداع البشري؛ أو التركيز على وسائل أخرى مثل الهندسة المعمارية والنَّحت والرسم والأفلام والتصوير الفوتوغرافي. أدى التقدم التكنولوجي في السنوات الأخيرة، إلى ظهور الفيديو والفنون الرّقمية وفنون الأداء والرسوم المتحركة (الأنيميشن) والتلفزيون وألعاب الفيديو.
يُسرَد تاريخ الفن باعتباره التسلسل الزمني للتُّحف الفنيّة التي أبدعتها كل حضارة. يمكن استخدام وسائل الفن المحلية في السرد التاريخي، مثل: الفنون الشعبية أو الحرف اليدوية.

## ما قبل التاريخ
عُثرَ على الأصداف المحفورة التي أنشأها الإنسان والتي يعود تاريخها إلى ما قبل 500000 عام، واختلف الخبراء حول ما إذا كان يمكن تصنيف هذه النقوش على أنها فن أم لا. وُجدَ العديد من أشكال الفن البدائي، والزينة، والهياكل، والتي يرجع تاريخها إلى حوالي 130000 سنة وتشير إلى أن البشر البدائيين لربما كانوا قادرين على التفكير والإبداع برمزية.

### العصر الحجري القديم العلوي
يرجع أقدم فن بشريّ عُثرَ عليه إلى العصر الحجري الحديث، تقريبًا من نحو 70000 ق.م. وبشكل مؤكد من نحو 40000 ق.م، صُنعت أولى الأعمال الإبداعية من الصدف والحجر والطلاء من قبل الإنسان العاقل، باستخدام الفكر الرمزي. مارس البشر الصيد وجمع الثمار وعاشوا في الكهوف وطوّروا رسومها خلال العصر الحجري القديم الأعلى 50000 - 10000 ق.م، ثم بدأت الحِرف اليدويّة خلال العصر الحجري الحديث 10000-3000 ق.م.
كان تاريخ ظهور أقدم القطع الأثرية البشرية الفنيّة يُشكّل موضوعًا مُثيرًا للجدل. إذ يُعتقد أنها كانت موجودة قبل 40000 عام في العصر الحجري القديم العلوي، والبعض يعتقد أنها بدأت في وقتٍ أبكر من ذلك.
وصلت المظاهر الفنية للعصر الحجري القديم العلوي إلى ذروتها في فترة 15000 - 8000 ق.م. ضمّ الفن من هذه الفترة منحوتاتٍ صغيرة حجرية ورسومات الكهوف. ظهرت الآثار الأولى للكائنات البشرية في جنوب إفريقيا وغرب البحر الأبيض المتوسط وشرق أوروبا الوسطى (البحر الأدرياتيكي) وسيبيريا (بحيرة بايكال) والهند وأستراليا. عُثر على رسوم الكهوف في منطقة فرانكو-كانتابريان. يُعبر بعضها عن صور مُجرَّدة وأخرى عن صور طبيعية. رُسمت الحيوانات في كهوف: ألتميرا وشوفيه ولاسكو.
كانت الوظيفة الرئيسية للفن الحجري القديم سحرية، إذ كانت تستخدم في الطقوس. كان الفنانون من العصر الحجري القديم أشخاصًا محترمين في المجتمع لأن أعمالهم الفنية مُرتبطة بالمعتقدات الدينية. وبالنتيجة، كانت القطع الأثرية رموزًا لبعض الآلهة أو الأرواح.

## العصرُ الحجريّ الأوسط
في علم الآثار، العصر الحجري الأوسط: هو الفترة الواقعة بين العصر الحجري القديم العلوي والعصر الحجري الحديث. يشير العصر الحجري الحديث إلى الفترة الأخيرة لثقافات جامعي الصياد في أوروبا وغرب آسيا، بين نهاية العصر الجليدي الأخير والثورة في العصر الحجري الحديث.

### العصر الحجري الحديث
بدأ العصر الحجري الحديث من نحو 10000 قبل الميلاد. واحتوى الفن الصخري لحوض البحر المتوسط الأيباري على رسوماتٍ تخطيطية صغيرة لشخصيات بشرية، مع أمثلة بارزة في الكوجول وفالتورتا وألبرا ومينيدا.
تشبه اللوحات في العصر الحجري الحديث اللوحات الموجودة في شمال إفريقيا (الأطلس والصحراء) وفي منطقة زيمبابوي الحديثة. غالبًا ما تكون لوحات العصر الحجري الحديث من النوع التخطيطيّ. وُجدت أيضًا لوحات مرسومة على الكهوف في منطقة نهر بينتوراس في الأرجنتين، وخاصة كهف دي لاس مانوس.
استُخدمت مواد جديدة في الفن، مثل الكهرمان والكريستال وحجر اليشب. وفي هذه الفترة، ظهرت أولى آثار التخطيط الحضري، مثل البقايا في مدينة أريحا، وجرمو في العراق، وجاتال هويوك (الأناضول). ظهرت العديد من الثقافات في جنوب شرق أوروبا، مثل حضارة كيوكوتيني (من رومانيا وجمهورية مولدوفا وأوكرانيا) وحضارة الهامانغيا (من رومانيا وبلغاريا). وتعتبر الصين أيضًا من المناطق ذات الثقافات الكثيرة والمتنوعة، وأبرزها ثقافة يانغشاو وثقافة لونغشان.
كانت المواد الشائعة للمنحوتات من العصر الحجري الحديث في الأناضول، هي العاج والحجر والطين والعظام.

### العصر المعدني
المرحلة الأخيرة من عصور ما قبل التاريخ هي العصر المعدني، والذي استُخدم من خلاله النحاس والبرونز والحديد.
ظهرت الآثار الصخرية في العصر الحجري الحديث (العصر النحاسي). ومن الأمثلة على ذلك: الدلمن والمنهير والكروم الإنجليزي، إذ يمكن رؤيته في المجمعات في نيوغرانغ وستونهنج. مع أنواع مختلفة من الآثار: نافيتا؛ وهي عبارة عن قبر على شكل هرم مقطوع، مع حجارة الطويلة؛ التولا، وهي حجران كبيران، أحدهما يوضع رأسيًا والآخر أفقيًا فوق بعضهما البعض؛ والتاليوت، وهو برج به حجرة مغطاة وقبة مزيفة.
ظهرت حضارات مثل هالشتات في النمسا وحضارة لاتين في سويسرا في العصر الحديدي في أوروبا. نشأت الحضارة الأولى بين القرن السابع والخامس قبل الميلاد، بينما نشأت الثانية بين القرن الخامس والرابع قبل الميلاد.
يشير العصر البرونزي إلى الفترة التي كان فيها البرونز هو أفضل المواد المتاحة. تم استخدام البرونزية لتزيين الدروع، وغيرها من الأشياء.

## العصور القديمة

### بلاد ما بين النهرين
شهد جنوب العراق في الألفية الرابعة قبل الميلاد ظهور المدن الأولى وأول شكل من أشكال الكتابة. تغطي بلاد ما بين النهرين ما يُعرف اليوم بالعراق وأجزاء من سوريا وتركيا. عاشت العديد من الحضارات هنا، لأن المنطقة تقع ضمن دلتا دجلة والفرات ومن بينها الحضارة السومرية والأكادية والبابلية والآشورية. وُضعت أقدم كتابة في هذه المنطقة باعتبارها واحدة من العديد من التقنيات الإدارية التي شملت أيضًا الختم الأسطواني. تتميز عمارة بلاد ما بين النهرين باستخدام الطوب والعتبات ومخاريط الفسيفساء. من الأمثلة البارزة الزيقورات والمعابد الكبيرة التي تأخذ شكل الأهرام المتدرجة. كان القبر عبارة عن غرفة مغطاة بقبة كاذبة، مثل تلك الأمثلة الموجودة في أور. كانت هناك قصور محاطة بمصاطب على شكل زيقورة، حيث أُنشئت الحدائق التي تعد ميزة فريدة. تعد حدائق بابل المعلقة واحدة من عجائب العالم القديم السبع.
تطور نحت النقوش البارزة التي استخدمت الخشب والحجر. صورت المنحوتات مشاهد دينية وعسكرية ومشاهد الصيد، بما في ذلك الأشكال البشرية والحيوانية. في الفترة السومرية، أُنتجت تماثيل تصور البشر. كان لهذه التماثيل شكل زاوي وصُنعت من الحجر الملون. كان لهذه الأشكال رأس أصلع ويدان مضمومة إلى الصدر. صورت التماثيل في الفترة الأكادية شخصيات ذات شعر طويل ولحية مثل اللوحة التذكارية لنارام سين. في فترة العموريين (السومريون الجدد)، مثلت التماثيل ملوكًا مثل كوديا من سلالة لكش، مع عباءاتهم والعمائم على رؤوسهم وأيديهم على صدورهم. خلال فترة الحكم البابلي، كانت اللوحة التذكارية لحمورابي مهمة، إذ صورت الملك حمورابي العظيم فوق نسخة مكتوبة من القوانين التي قدمها. تُعتبر النماذج الآشورية مهمة بسبب التجسيم الذ شمل الماشية والجني المجنح الذي صور محلقًا في العديد من النقوش التي تجسد الحرب ومشاهد الصيد، مثلما هو الحال في المسلة السوداء لشلمنصر الثالث.

### مصر
نشأت واحدة من الحضارات العظيمة الأولى في مصر، امتلكت أعمالًا فنية معقدة أنتجها فنانون محترفون وحرفيون مهرة. كان فن مصر دينيًا ورمزيًا. بالنظر إلى امتلاك السلطة لهيكل مركزي القوة وتسلسل هرمي، فقد أُنشئ قدر كبير من الفن لتكريم فرعون، بما في ذلك النصب التذكارية العظيمة. أكد الفن والثقافة المصرية على المفهوم الديني لخلود. شمل الفن المصري في وقت لاحق الفن القبطي والبيزنطي.
تميزت العمارة بالهياكل الضخمة التي بنيت بكتل حجرية كبيرة وعتبات وأعمدة مصمتة. تشمل المعالم الجنائية كلًا من المصطبة والقبور مستطيلة الشكل والأهرامات التي تضمنت الأهرامات المتدرجة (سقارة) أو الأهرامات ذات الجوانب الملساء (الجيزة) والسراديب والمقابر تحت الأرض (وادي الملوك). كانت المعابد من المباني العظيمة الأخرى التي تميل لأن تكون مجمعات ضخمة يسبقها طريق الكباش والمسلات. استخدمت المعابد صروحًا وجدرانًا شبه منحرفة مع قاعات غير مسقوفة أو ذات أبهاء معمدة وأضرحة. من الأمثلة الجيدة على هذه المعابد. الكرنك والأقصر وفيلة وإدفو. هناك نوع آخر من المعابد، هو المعبد الصخري والذي يكون على شكل سرداب كتلك التي عثر عليها في أبي سمبل والدير البحري.
استخدمت اللوحات في العصر المصري تباينًا من المستويات المتداخلة. مُثلت الصور بشكل هرمي، فمثلًا كان الفرعون أكبر حجمًا من أي شيء آخر من الموضوعات أو الأعداء المصورة بجانبه. رسم المصريون الخطوط العريضة للرأس والأطراف في صورة جانبية، بينما رُسم الجذع واليدين والعينين من الأمام. تطورت الفنون التطبيقية في مصر، ولا سيما الأعمال الخشبية والأعمال المعدنية. هناك أمثلة رائعة مثل الأثاث المصنوع من خشب الأرز والمطعمة بالأبنوس والعاج يكن رؤيتها في المقابر الموجودة في المتحف المصري. تتضمن الأمثلة الأخرى القطع الموجودة في قبر عنخ آمون التي تمتلك قيمة فنية كبيرة.

### حضارة وادي السند
اكتشفت هذه الحضارة في عام 1922، بعد فترة طويلة من الثقافات المعاصرة في بلاد ما بين النهرين ومصر وحضارة وادي السند، وتُعرف أيضًا باسم حضارة هارابان (نحو 2400- 1900 قبل الميلاد) وهي معروفة اليوم بأنها حضارة متقدمة للغاية، وتتشابه في بعض النواحي مع حضارات تلك المنطقة. تمتد مواقعها من شمال ما يعرف اليوم بأفغانستان، وتشمل معظم مناطق باكستان إلى غرب وشمال غرب الهند. تشمل المدن الكبرى لهذه الثقافة هارابا وموهينجو دارو التي تقع على التوالي في مقاطعة بنجاب والسند في شمال باكستان، ومدينة الميناء لوتهال في ولاية غوجارات (الهند). كانت القطع الأثرية الأكثر عددًا هي الأختام المربعة والمستطيلة وانطباعات الأختام التي تصور الحيوانات من ضمنها الثيران ونصوص هارابان القصيرة جدًا. عُثر على العديد من التماثيل الصلصالية في مواقع هارابان، وعدد قليل من المنحوتات الحجرية والبرونزية، التي كانت أكثر طبيعية من تلك الخزفية.

### الصين
خلال العصر البرونزي الصيني (سلالات شانغ وتشو)، كانت تُقام وساطة المحكمة والتواصل مع الأرواح من قبل الشامان (ربما الملك نفسه). في عهد أسرة شانغ (نحو 1600- 1050 قبل الميلاد)، كان شانجدي هو الإله الأعلى، لكن العائلات الارستقراطية فضلت الاتصال بأرواح أسلافها. أعدوا مأدبة أنيقة من الطعام والشراب لأجلهم، إذ قدموها ساخنة في أواني خاصة بهذه الطقوس. استخدمت الأواني البرونزية في الطقوس الدينية لتعزيز سلطة دانغ، وعندما سقطت عاصمة شانغ نحو عام 1050 قبل الميلاد، واصل غزاتها التشو (نحو 1050- 150 قبل الميلاد) استخدام هذه الأواني في الطقوس الدينية، لكن بشكل أساسي للطعام بدلًا من الشراب. اتهم بلاط شانغ بالإفراط في الشرب، وأقدم التشو على ترقية تيان الإمبراطوري («الجنة») بصفته القوة الروحية العليا، بدلًا من الأسلاف، وحدوا من كمية النبيذ في الطقوس لصالح الطعام.  استمر استخدام الأواني البرونزية في الطقوس حتى عهد أسرة هان المبكرة (206 قبل الميلاد- 220 ميلادي).
كانت التاوتي إحدى أكثر الزخارف شيوعًا، وهي وجه منمق مقسم بشكل مركزي إلى نصفين معكوسين تقريبًا، مع فتحات الأنف والعينين والحاجبين والفكين والخدين والقرنين، المحاطة بأنماط مقطعة. لا يمكن تحديد ما إذا كانت التاوتي تمثل مخلوقات حقيقية أو أسطورية أو خيالية بالكامل.
إن القطع البرونزية المبهمة من سانكسينجدي بالقرب من غوانغهان (في سيتشوان)، هي دليل على نظام ديني قرباني غامض، مخالف لأي شيء آخر في الصين القديمة ومختلف تمامُا عن فن شانغ المعاصر في أنيانغ. كشفت الحفريات في سانكسينجدي منذ عام 1986 عن 4 حفر تحتوي على أعمال فنية من البرونز واليشم والذهب. عُثر على تمثال برونزي رائع لشكل بشري يقف على أرضية مزينة بأشكال مجردة لرؤوس الفيلة. إلى جانب هذا الشكل المنتصب، احتوت الحفرتان الأولى والثانية على أكثر من 50 رأسًا برونزيًا بعضها يرتدي أغطية الرأس وثلاثة منها تمتلك غطاء أمامي من أوراق الذهب.

## أوروبا

### القرون الوسطى
بدأ الفن في العصور الوسطى مع تراجع الإمبراطورية الرومانية ودام لنحو ألف  عام. بدأ الفن المسيحي مُبكرًا في هذه الفترة، وجاء بعده الفن البيزنطي والفن الأنجلوسكسوني وفن الفايكنغ والفن الأوتوني والفن القوطي، وسيطر الفن الإسلامي على شرق البحر المتوسط.
أدت سيطرة الكنيسة إلى عدد كبير من الفنون الدينية في الفن البيزنطي والقوطي في العصور الوسطى. وكان هناك استخدام واسع للذهب في اللوحات التي قُدّمت بأشكالٍ مُبسطة.

### البيزنطية
يشير الفن البيزنطي إلى الإنتاج الفني المسيحي اليوناني للإمبراطورية الرومانية الشرقية (البيزنطية)، وكذلك الدول التي ورثت الإمبراطورية ثقافيًا. رغم أن الإمبراطورية نفسها خرجت من تراجع روما واستمرت حتى فتح القسطنطينية في عام 1453، فإن تاريخ بدء الفترة البيزنطية أصبح واضحًا فنيًا أكثر منه سياسيًا. حافظت العديد من الدول الأرثوذكسية في أوروبا الشرقية، بالإضافة إلى الدول الإسلامية في شرق البحر الأبيض المتوسط، على العديد من الجوانب الثقافية والفنية للإمبراطورية لعدة قرون بعد ذلك.
تعتبر الأيقونات من أهم العناصر المرئية في الطقوس الدينية البيزنطية، وهي محور العبادة الأرثوذكسية منذ حركة تحطيم الأيقونات في القرن التاسع.

### الأنجلوسكسونيون
يغطي الفن الأنجلوسكسوني كل ما أُنتج خلال الفترة الأنجلوسكسونية من تاريخ اللغة الإنجليزية، بدءًا من نمط الهجرة التي جلبها الأنجلو سكسون معهم من القارة في القرن الخامس، وانتهاءً في عام 1066 مع غزو نورمان الكبير الدولة القومية الأنجلوسكسونية التي كان فنها المتطور مؤثرًا كبيرًا في دول شمال أوروبا. وبحلول وقت الفتح، كان الانتقال إلى النمط الروماني قد اكتمل تقريبًا. تواجدت المراكز الفنية المهمة في أقصى الحدود في إنجلترا، في نورثمبريا، وفي مملكة وسكس وكنت بالقرب من الساحل الجنوبي.

## الفن الأوتوني
الفن الأوتوني هو أسلوب في الفن الألماني ما قبل الروماني، يغطي بعض الأعمال من بلدان في شمال إيطاليا وشرق فرنسا. أطلق عليها مؤرخ الفن هوبرت جانيتشك اسم السلالة الأوتونية التي حكمت ألمانيا وشمال إيطاليا بين عامي 919 و 1024 تحت إدارة الملوك: هنري الأول وأوتو الأول وأوتو الثاني وأوتو الثالث وهنري الثاني. وكانت الهندسة المعمارية هي العنصر الرئيسي في عصر النهضة الأوتونية (951-1024).

## صور

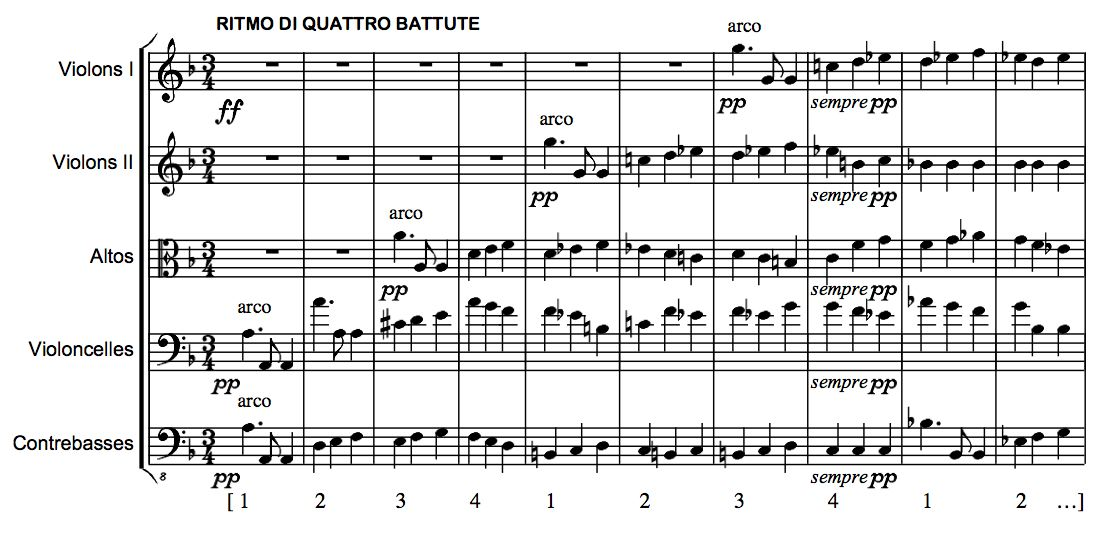
مقتطف من السيمفونية التاسعة لبيتهوفين
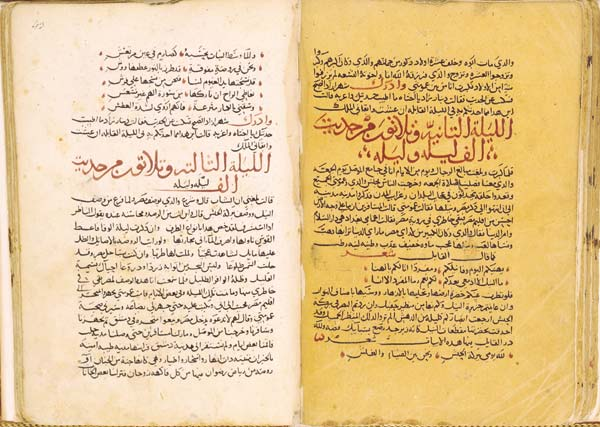
مقتطف من كتاب "ألف ليلة وليلة"